# Jména mezinárodních vlaků v Československu

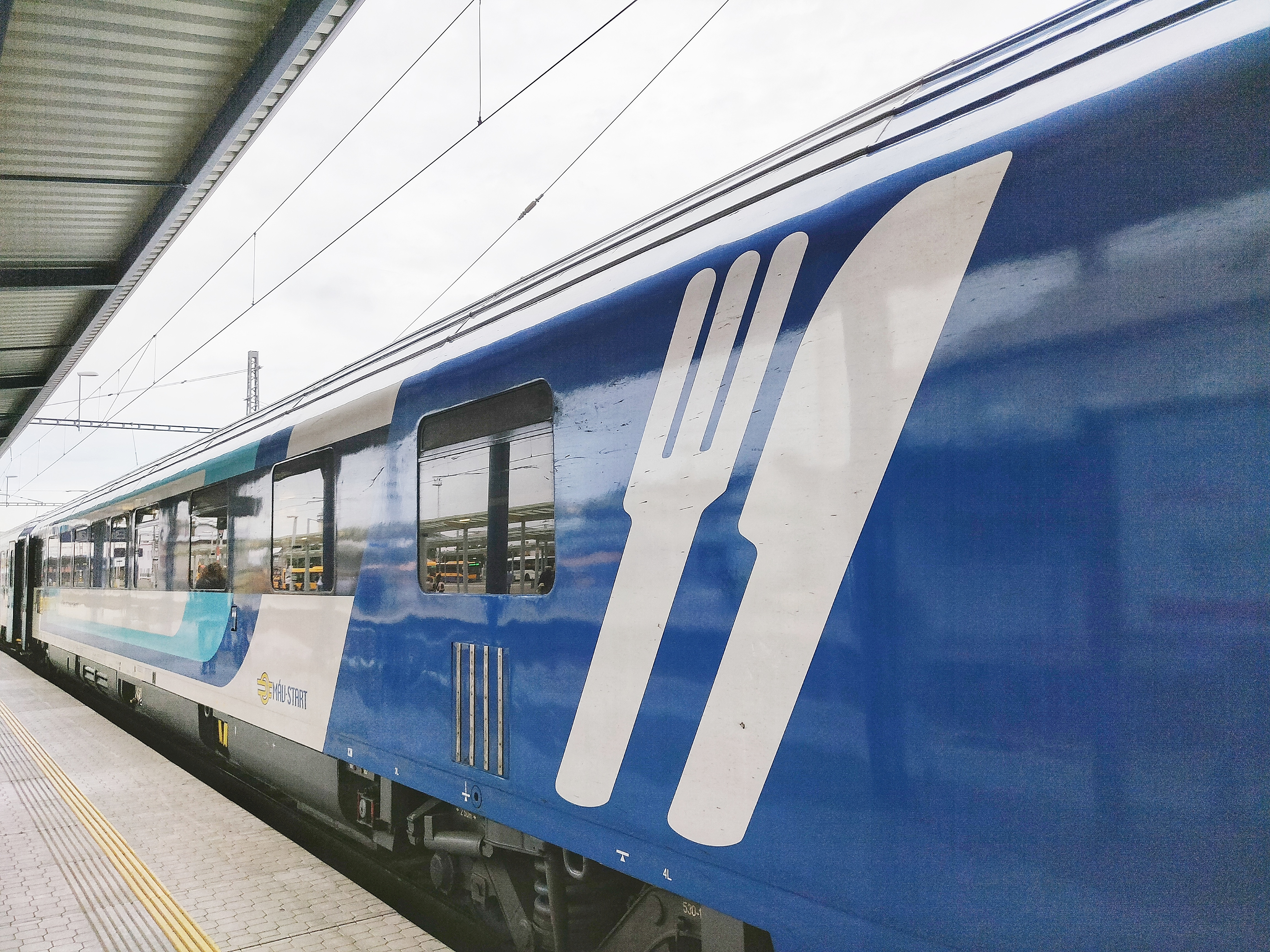
Mezinárodní vlak EC 173 Hungaria

Jména mezinárodních vlaků v Československu.
Varianty jako Balt-Orient, Balt-Orient-Express a Balt-Orient Express nebo Praga (přepis z ruštiny) a Praha jsou zde považovány za totéž jméno.

## Seznam
Pojmenované mezinárodní vlaky stále vznikají a zanikají. Stejně se poněkud mění jejich časová poloha a trasy, zejména zkracováním a prodlužováním. Následují jména mezinárodních vlaků z roků existence Československa, které stavěly i na jeho území. Nejsou tedy např. zahrnuté vlaky, které se z vnitrostátních staly mezinárodními až rozpadem Československa (Slovenská strela, Košičan aj.). Trasy jsou uvedeny především pro období existence Československa, alternativy tras jsou označené lomítkem, prodloužení jen v některých letech nebo pouhé přímé vozy závorkou.
- Adriatica (Praha – Bratislava – Budapešť – Záhřeb – Split / Rijeka)

Vlak končí u pobřeží Jaderského moře, dříve zvaného Adriatické.
- Amicus (Praha – Bratislava – Budapešť)

Amicus je latinsky přítel.
- Balt-Orient (Berlín – Praha – Budapešť – Bukurešť )

Vlak spojuje zemi u Baltského moře s Orientem.
- Báthory (Varšava – Český Těšín – Púchov – Budapešť)

Štěpán Báthory byl polským králem a velkoknížetem litevským.
- Berolina

Berolina je latinský název německého hlavního města Berlína.
- Bohemia (Praha – Hradec Králové – Vratislav – Lodž – Varšava / Poznaň – Świnoujšcie / Gdaňsk – Gdyně)

Bohemia je latinský výraz pro Čechy, kam se sjíždí různá ramena tohoto vlaku z Polska.
- Cracovia (Krakov – Košice – Budapešť)

Cracovia je latinský název polského Krakova, který byl ve své době i hlavním městem.
- Dukla (Praha – Košice – Čierna nad Tisou – Kyjev – Moskva)

Dukelský průsmyk je bojiště z 2. světové války, v ideologii za reálného socialismu užívané jako symbol přátelství mezi lidem Československa a Sovětského svazu, jehož hlavním městem byla Moskva.
- Favorit (Lipsko / Karl-Marx-Stadt – Drážďany – Fonyód nebo Budapešť, v některých letech Prahu objížděl)
- Hungaria (Berlín – Praha – Bratislava – Budapešť)[pozn. 1]

Hungaria je latinský název Maďarska.
- Hutník (Praha – Ostrava – Katovice – Varšava)

Vlak projíždí Ostravou a Katovicemi, oblastmi známými hutěmi a těžbou uhlí pro ně.
- Chopin (Vídeň – Ostrava – Krakov / Varšava – Moskva)

Frédéric Chopin byl polský hudební skladatel a klavírní virtuos.
- Istropolitan ( (Hamburk – Lipsko /) Berlín – Praha – Bratislava (/ Vídeň ) )

Ister je název Dunaje, na kterém Bratislava i Vídeň leží.  Istropolis je jeden z historických názvů Bratislavy. Převážně noční vlak.
- Karlex (Karlovy Vary – Berlín)

Jméno připomíná lázeňské Karlovy Vary a jejich zakladatele císaře Karla IV., významného v české i německé historii.
- Karola (Karlovy Vary – Lipsko)

Viz Karlex.
- Mamaia (Praha – Bratislava – Budapešť – Cluj – Bukurešť – Constanţa – Mangalia)

Mamaia a Mangalia jsou dvě z významných rumunských letovisek u břehu Černého moře.
- Meridian ( (Malmö –) Berlín – Praha – Budapešť – Bělehrad)

Vlak s trasou výrazněji severojižního směru, tedy přibližně podél poledníku.
- Metropol (Berlín – Praha – Bratislava – Budapešť)
- Nord-Orient (Varšava – Katovice – Český Těšín – Budapešť – Varna)

Vlak přibližuje cestující ze severní Evropy k Orientu.
- Orient expres (Paříž - Curych - Vídeň - Bratislava - Budapešť - Bělehrad - Atény)

Luxusní vlak, který cestující významně přibližoval k Orientu. Slávy tohoto názvu využívají i pozdější vlaky.
- Ostravan (Praha – Ostrava – Katovice – Varšava)

Vlak projíždí Ostravou.
- Pannonia (Berlín – Praha – Bratislava – Budapešť – Bělehrad – Sofie)

Panonie je někdejší balkánská provincie Římské říše.
- Polonia (Varšava – Krakov – Bratislava – Budapešť – Bělehrad (– Sofie / Rijeka) )

Varšava je dnes hlavním městem Polska, jehož latinský název je Polonia.
- Praha ( (Karlovy Vary –) Praha – Košice – Čierna nad Tisou – Kyjev – Moskva)

Vlak jede z Moskvy velmi dlouhou trasu do Prahy, případně do Karlových Varů s významnou ruskou komunitou.
- Primator (Berlín – Praha)
- Progress (Berlín – Praha)

Pokrok (něm. Progress) byl důležitým pojmem v ideologii reálného socialismu. Vlak měl reprezentovat pokrok v kvalitě spojení.
- Sanssouci (Berlín – Praha – Tábor – Vídeň)

Letní zámek Sanssouci se nachází v Postupimi v cílové oblasti vlaku – Braniborsku.
- Saxonia (Lipsko – Drážďany – Praha – Budapešť (– Keszthely) )

Socha Saxonie, alegorie Saska, cílové oblasti vlaku, je umístěna na drážďanském nádraží.
- Silesia (Praha / Vídeň – Ostrava – Varšava / Krakov)

Vlak vjíždí do Slezska, latinským názvem Silesia.
- Slovakia (Bratislava – Čierna nad Tisou – Moskva)

Vlak jede z Moskvy dlouhou trasu na Slovensko.
- Trakia (Lipsko – Praha – Bratislava – Budapešť – Bukurešť – Varna)

Thrákie je historické území dnes rozdělené mezi Bulharsko, Řecko a Turecko.
- Trans-Balkan (Praha – Bratislava – Budapešť – Bělehrad – Sofie – Burgas)

Vlak překonává značnou část území Balkánu.
- Transdanubium (Praha – Bratislava – Budapešť – Curtici – Burgas)

Transdanubia (lze přeložit jako Zadunají) je latinský název někdejšího maďarského regionu západně od Dunaje.
- Varsovia ( (Gdynia –) Varšava – Ostrava – Bratislava – Budapešť (– Rijeka) )

Varsovia je latinský název polského hlavního města Varšavy.
- Vindobona (Berlín – Praha – Tábor – Vídeň. Až po zániku Československa Hamburk – Berlín – Praha – Brno – Vídeň – Villach)

Vindobona je latinský název Vídně.
- Warnow (Praha – Drážďany (– Roztoky/Warnemünde) )

Warnow je jméno německé řeky, která ústí do Baltského moře u čtvrti Warnemünde města Roztoky.
- Západní expres (Praha – Frankfurt – Paříž / Stuttgart)

Historie vlaku začíná v období tzv. První republiky, znamenal praktické spojení Prahy se západní Evropou. Vlak byl provozován do konce 90. let, po celou éru komunistického Československa byl jedním z mála vlaků, které protínaly Železnou oponu.

## Stav 1968/69
Zde je stav od 20. května 1968 v abecedním pořadí:
Adriatica, Balt-Orient, Berlinaren, Bohemia, Favorit (tehdy objížděl Prahu), Hutník, Mamaia, Metropol, Neptun, Nord-Orient, Ostravan, Ostsee-Express, Pannonia, Polonia, Sanssouci, Sassnitz-Express, Saxonia, Trans-Balkan, Vindobona, Západní expres.